# シースパロー (ミサイル)
RIM-7 シースパロー（英語: Sea Sparrow）は、空対空ミサイルであるスパローを元に開発された個艦防衛用の艦対空ミサイル。順次に改良が重ねられており、最新発展型の発展型シースパロー（ESSM: Evolved Sea Sparrow Missile; RIM-162）では僚艦防空・近接防御が可能なまでになった。またシステムとしても、もっとも初期に配備された応急的なBPDMS（Basic Point Defense Missile System）、改良型のIBPDMS（Improved BPDMS）がある。
旧西側諸国でもっとも一般的な個艦防空ミサイル・システムであり、アメリカ海軍を始め、NATOなど複数の西側諸国で採用され、海上自衛隊や韓国海軍でも運用されている。

## BPDMS

### 来歴
1940年代後期より顕著になったジェット機の発達により、艦隊の防空は重大な危機に直面することとなった。これに対しアメリカ海軍はRIM-2 テリア、RIM-8 タロス、RIM-24 ターターの3Tファミリーと通称される艦対空ミサイル・システムを開発したが、近距離での防空は3インチ・5インチ速射砲に頼らざるをえない状況であった。
一方、アメリカ陸軍も同様の問題に直面しており、1959年よりイギリス陸軍と共同で、新型の前線エリア防空システム（FAAD）として、短射程地対空ミサイルXMIM-46モーラーの開発を開始していた。アメリカ海軍もその開発に参加することとし、その派生型であるRIM-46Aシーモーラーを基本個艦防空システム（Basic Point Defense Missile System :BPDMS）として採用する予定であった。海軍はシーモーラーに多大な期待を寄せており、このとき整備計画が進んでいたノックス級護衛駆逐艦は、シーモーラーの搭載スペースを確保した状態で就役していた。しかし、モーラー計画は技術的な困難に直面して遅延しており、暫定的な施策が必要となった。これに応じて、AIM-7スパロー空対空ミサイルを艦載化して開発されたのがシースパローである。計画名は、シーモーラー時代のBPDMSが継続的に用いられることとなった。

### 構成
シースパローBPDMSは、その経緯のために、応急的なシステムとなった。発射機は、アスロック用のMk.16 GMLSで使われていた8連装ミサイル発射機Mk.112を76mm連装砲のマウントに組み込んだMk.25 GMLSを使用する。ここから発射されるのはRIM-7Eミサイルで、これは事実上、空対空型のAIM-7Eスパローそのものであった。また、イルミネーターとしては手動式のMk.115が使用されるが、これはF-4艦上戦闘機の火器管制システムを人力操作・目視照準の簡易方位盤に設置したものである。

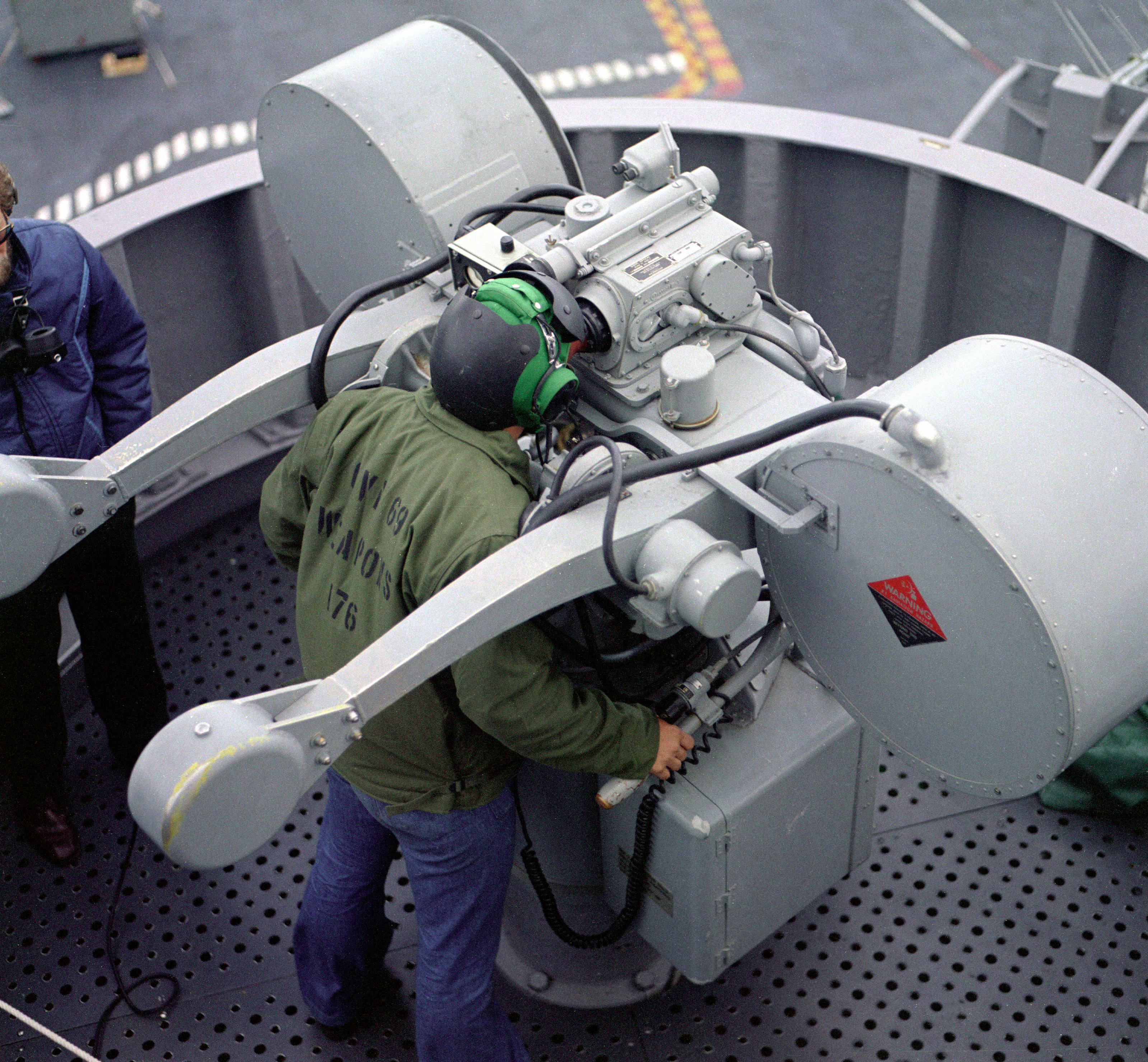
Mk.115イルミネーター
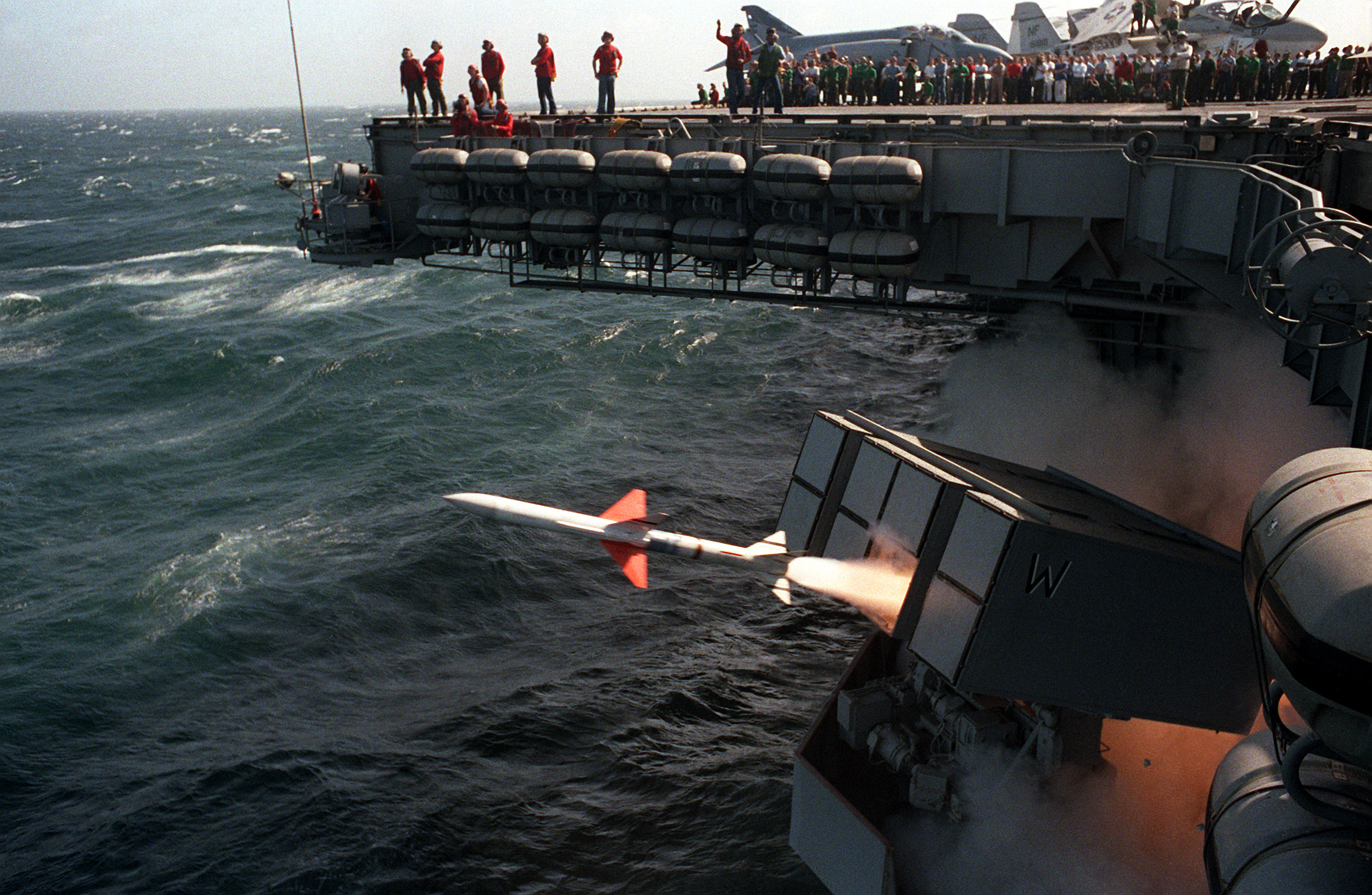
Mk.25 GMLSからの発射シーン。奥にはMk.115イルミネーターが見える

### 運用
シースパローBPDMSは、まず1967年よりガーシア級フリゲートの「ブラッドレイ」に搭載されて試験された。試験開始直後にエイラート事件が発生し、対艦ミサイル防御（ASMD）の必要性が強く印象付けられたこともあり、1971年から1975年にかけてノックス級護衛駆逐艦（のちフリゲート）のうち31隻（DE-1052～1083、DE-1070を除く）へ搭載されたほか、航空母艦や揚陸艦にも搭載された。これは、アメリカの護衛駆逐艦としては初めての艦対空ミサイル装備であった。ただしノックス級以前の護衛駆逐艦へのバックフィットは行われず、「ブラッドレイ」の搭載システムも撤去されて空母「フォレスタル」に移設された。
ただし本システムは、本開発のIBPDMSが1975年に実用化されるまでの、あくまで応急的な施策に留まった。このためもあり、ノックス級の一部の艦は、後に20mmファランクスCIWSに換装した。

## IBPDMS (NSSMS)

### 来歴
1968年、デンマーク、イタリア、ノルウェーの各国は、個艦防空システムとしてシースパローBPDMSの改良型を採用することで合意した。数年後、NATOの諸国は、NATOシースパロー・プロジェクト・オフィス（NSPO）を立ち上げた。この計画のもと、改良型BPDMS（IBPDMS）の開発が開始された。この時点で、従来のBPDMSの配備はなお進行中であったが、その限界点も既に明らかになっていたためである。この計画に基づいて開発されたIBPDMSは、1973年にNATOシー・スパロー・ミサイル・システム（NSSMS）Mk.57として制式化された。

### 構成

#### ミサイル
初期のブロック0では、BPDMSで用いられていたRIM-7Eを元に前翼を折り畳み式としたRIM-7Hが用いられていた。AIM-7Eのアップデートに伴ってRIM-7Hも順次にアップデートされ、ブロックIではRIM-7H-5に更新された。またその後、AAM版がAIM-7Fに更新されるのに伴い、SAM版もRIM-7Fに更新された。これは半導体素子化することで誘導システムを軽量化し、その分だけロケット・モーターを改良（加速用と巡航用の二重推進式）して射程を延伸、弾頭も大型化したものである。
1978年から配備されたブロックIIでは、新型のミサイルであるRIM-7Mに対応した。これは新型のモノ・パルス・シーカーを採用し、迎撃可能範囲が大幅に拡大している。またその後、本家スパローがAIM-7Pに発展するのに伴い、1990年には低空要撃性能を強化するなどの改良（Product Improvement Program, PIP）を施したRIM-7Pが生産に入った。
また、シースパローに推力偏向装置（Jet-Vane Control unit, JVC）を装備し、VLSに対応する改修も行われた。試作機は1981年に試射を行っており、1985年にはRIM-7Mの垂直発射版の試射が行われた。
RIM-7Pの後継機としてRIM-7Tの開発が行われていたが、これは抜本的に設計変更したESSMに発展した。またESSM実用化までの暫定版としてRIM-7Rの開発も行われていたが、これは配備されなかった。

#### GMLS・GMFCS
発射機は、ミサイルの前翼を折り畳み式としたことに対応してキャニスターの対角線長を小型化するとともに、追随性・整備性に優れたMk.29が用いられた。
イルミネーターとしては自動化されたMk.95が開発され、これは後にMk.91 ミサイル射撃指揮装置（GMFCS）に発展した。またRIM-7Mの採用に伴い、アメリカ海軍では、Mk.91 GMFCSの性能強化策として、TAS (Target Acquisition System) Mk.23を導入した。これは、Mk.91にシステム固有の捕捉レーダーおよび敵味方識別装置を組み込むもので、Mk.91の交戦能力を大きく向上させた。

## 採用国

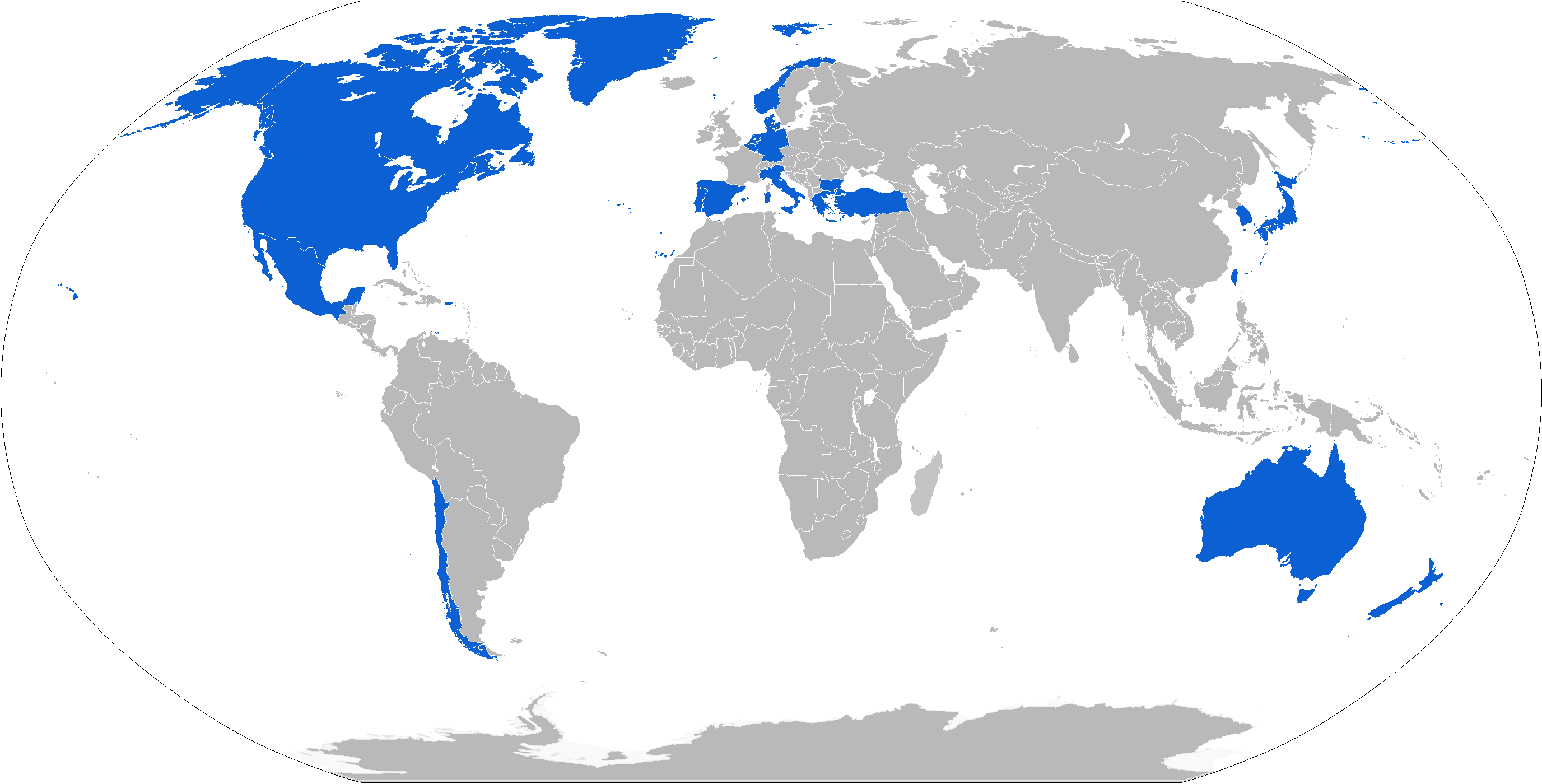

- オーストラリア
- ベルギー
- ブルガリア
- カナダ
- チリ
- デンマーク
- ドイツ
- ギリシャ
- イタリア
- 日本
- 韓国
- メキシコ
- オランダ
- ニュージーランド
- ノルウェー
- ポルトガル
- スペイン
- トルコ
- アメリカ合衆国
- 中華民国

## 諸元表
|          | RIM-7H                               | RIM-7F                               | RIM-7M                               |
| -------- | ------------------------------------ | ------------------------------------ | ------------------------------------ |
| 全長     | 3.66 m                               | 3.66 m                               | 3.66 m                               |
| 直径     | 0.203 m                              | 0.203 m                              | 0.203 m                              |
| 発射重量 | 197 kg                               | 231 kg                               | 231 kg                               |
| 弾頭     | Mk.38 (30 kg)                        | Mk.71 (39 kg)                        | WDU-27B (40 kg)                      |
| 推進装置 | Mk.38/52 固体燃料ロケット (単一推力) | Mk.58 固体燃料ロケット (二重推力)    | Mk.58 固体燃料ロケット (二重推力)    |
| 有効射程 | 8 km                                 | 18 km                                | 18 km                                |
| 飛翔速度 | 最大550 m/s 平均350 m/s              | 最大850 m/s 平均420 m/s              | 最大850 m/s 平均420 m/s              |
| 誘導方式 | セミアクティブ・レーダー・ホーミング | セミアクティブ・レーダー・ホーミング | セミアクティブ・レーダー・ホーミング |

## 登場作品

### 映画
『亡国のイージス』
架空のむらさめ型護衛艦「うらかぜ」の搭載兵器としてRIM-7M（PIP）が登場。反乱を起こした架空のイージス護衛艦「いそかぜ」から発射されたハープーンの迎撃に使用されるが命中しなかった。
原作の「うらかぜ」はたちかぜ型護衛艦であり、同様の場面ではSM-1MRを使用している。

### アニメ・漫画
『ジオブリーダーズ』
『ジパング』
漫画・アニメ版で第二次世界大戦時へタイムスリップした架空のイージス護衛艦「みらい」の搭載兵器として登場。発射された大和型戦艦「大和」の主砲弾や、襲来するSBD ドーントレスなどの迎撃に使用される。
漫画版ではESSMと呼称されることもあるが、アニメ版ではRIM-7Fと設定されている。そのため、アニメ版においてはイルミネーターレーダーの制約で一度に誘導できるミサイルが2発までとなっているため、戦術に制約が生まれる場面がある。

### 小説
『大逆転！ミッドウェー海戦』
ミッドウェー海戦勃発直前の時代へタイムスリップした、しらね型護衛艦「しらね」に搭載されたRIM-7Eが、襲来するアメリカ海軍機に対して使用される。
『日本北朝鮮戦争 竹島沖大空海戦』
こんごう型護衛艦「こんごう」「みょうこう」の搭載兵器として登場。「みょうこう」に搭載されたものは、北朝鮮のノドンIIを迎撃するために使用され、「こんごう」に搭載されたものは、北朝鮮空軍のMiG-21を迎撃するために使用される。

### ゲーム
『Wargame Red Dragon』
NATO陣営で使用可能な駆逐艦「はつゆき」の武装としてRIM-7Mが登場。
『戦闘国家シリーズ』
艦艇ユニットの対空兵器として登場。
『大戦略シリーズ』
西側諸国の艦艇ユニットの対空装備として登場。